# シエラレオネ内戦
シエラレオネ内戦（シエラレオネないせん、Sierra Leone Civil War）は、西アフリカのシエラレオネで1991年から2002年まで起きた内戦である。反政府勢力、革命統一戦線（RUF）と政府軍との交戦で、ダイヤモンドの鉱山の支配権をめぐって大規模な内戦に発展し、7万5000人以上の死者を出した。

## 前史

### 独立・スティーブンス独裁政権
1961年にイギリスから独立し、1978年の新憲法制定後、シアカ・スティーブンスが一党政治で政権を担うが、失政や弾圧により、経済は破綻状態に陥った。これにより、治安が著しく悪化、いつ内戦が勃発してもおかしくない状態となる。

### クーデター・モモ独裁政権

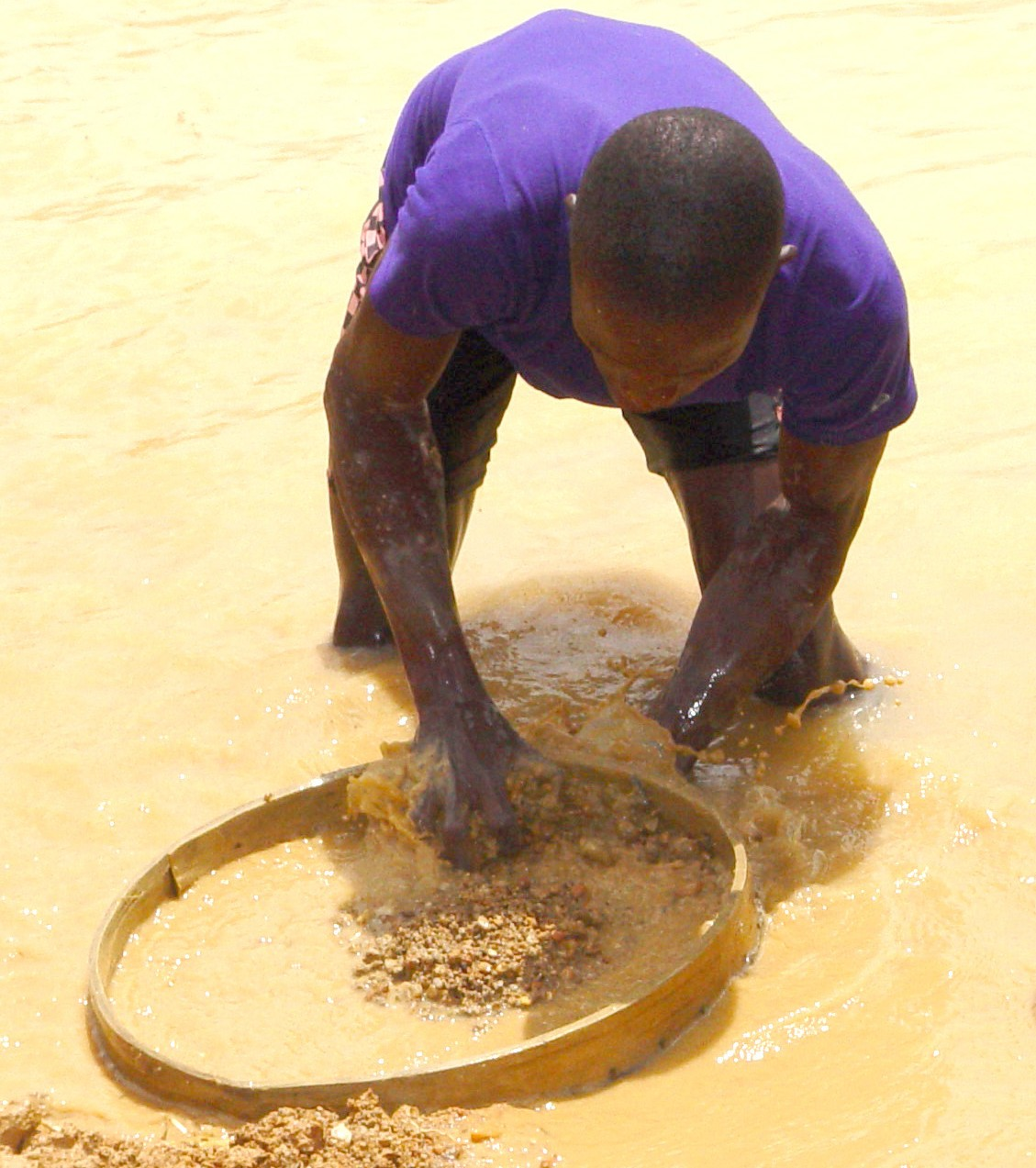
ダイヤモンド鉱山の鉱夫

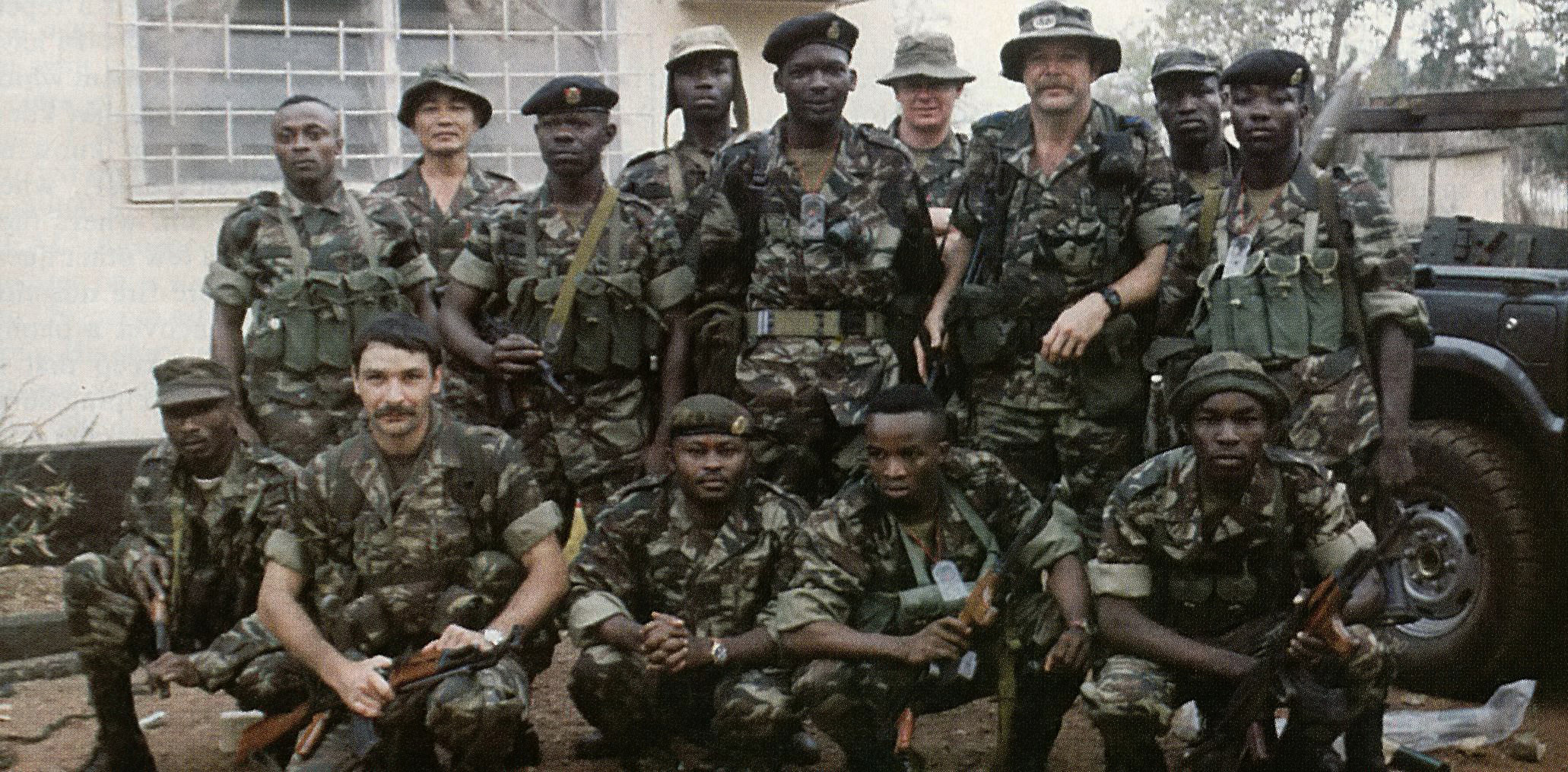
シエラレオネ軍兵士とロバート・C・マッケンジーら顧問

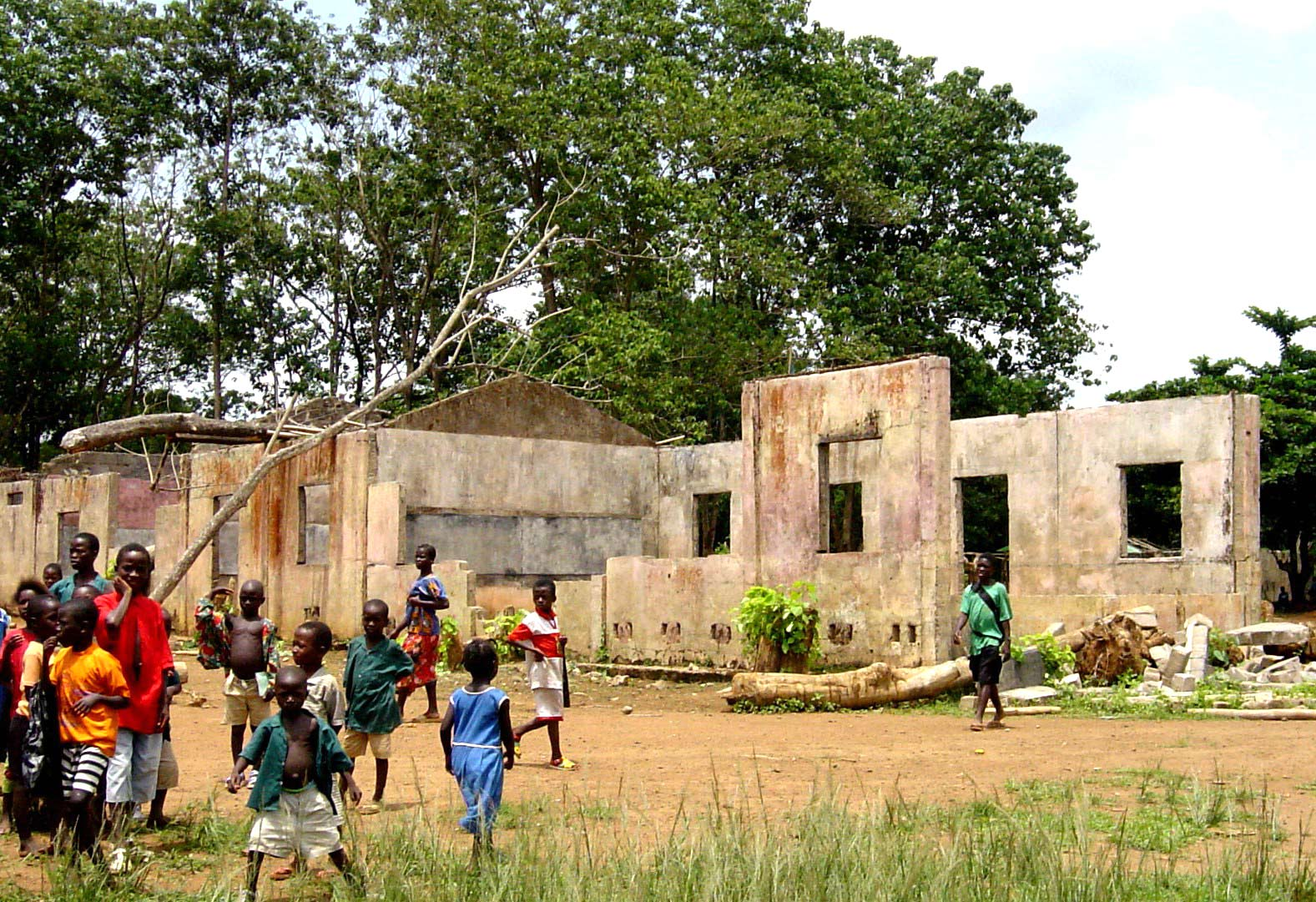
革命統一戦線（RUF）によって破壊された小学校。内戦により、1270の学校が破壊されたと推定されている。

シエラレオネでは1985年からスティーブンスの独裁政権に代わって、陸軍少将ジョセフ・サイドゥ・モモが大統領となりシエラレオネの政権を握った。モモはスティーブンスの1党政党政を終わらせる政策を取るなど、大規模な内閣改造が行われた。

### 反政府組織RUF
モモの暗殺計画が企てられ、副大統領（en）のフランシス・ミナーを始めとする60人以上が逮捕された。その後も、モモの独裁政権に反対する動きがあった。1987年モモの独裁政権を倒すためアハメド・フォディ・サンコーがリビアに行き、そこで軍事訓練を受け革命統一戦線（RUF）を結成した。そしてリビアのムアンマル・アル＝カッザーフィー（カダフィ）に紹介され、サンコーはシエラレオネの隣国リベリアのチャールズ・テーラーと出会った。テーラーもサンコーと同様の考えを持っていた。リベリアで独裁政治を展開していたサミュエル・ドウ大統領を倒すため、カダフィの元で革命の戦いの軍事訓練を教わっていたのである。そして1989年12月テーラー率いるリベリア国民愛国戦線（NPFL）はリベリアに侵入し武装蜂起した（リベリア内戦）。

## 戦闘の推移
1991年3月、サンコー率いる革命統一戦線（RUF）も同胞のテーラーのNPFLの内戦の影響を受けて、リベリア国境付近のシエラレオネ南東部で武装蜂起した。リベリア国民愛国戦線（NPFT）の支援を受け、リベリアから越境攻撃を繰り返した。
その頃、シエラレオネの政権では1992年4月29日、バレンタイン・ストラッサー率いる軍の下級将校が軍事クーデターを起こし、モモは政権の座を奪われギニアに逃亡した。そしてストラッサーが国家元首になった。ストラッサーの当初の目的は国内に侵入したリベリアのテーラー率いるNPFl及びそれに合流したサンコー率いるRUFの反政府活動を鎮圧する事であったが、RUFはその後、虐殺や略奪を重ねながら広範な領域を支配し、東部州などを支配下に収めた。
領域内で産出されるダイヤモンドを資金源に大きな勢力を振い、そしてついに首都フリータウンを占領した。一時、テーラーのNPFLの支配地域が減少するにつれ、RUFの勢力が衰えていたように見え、政情が行き詰まりを見せたが、1993年にストラッサーはRUFに対して一方的に休戦を宣言したため反乱軍側の兵士に大赦を与えてしまった。その後、モモ政権に参加していた26人がストラッサーを倒そうとするクーデター未遂事件が発覚。ストラッサーはクーデター陰謀の容疑でその26人を処刑するが、これが後のクーデター(後述)の前ぶれとなる。
1995年、ストラッサーは奇襲を受けて戦力を失ったグルカ兵らの後続として、南アフリカ白人政権時代の元兵士らで結成されたエグゼクティブ・アウトカムズ(EO)社を雇用。EO社の介入でRUF側は一時的に壊滅的な打撃を受けた。
1996年1月、ジュリアス・ビオ准将による無血クーデターが実行され、ストラッサーは政権を追われてしまった。翌2月に大統領・議会選挙が行われ、3月には自由選挙により、アフマド・テジャン・カバーが大統領として文民政権に就任した。しかしRUFはこの文民政権とも激しく対立した。なお、この頃からカマジョーといった政府側の民兵が台頭する。
1997年5月に軍事クーデターでカバー大統領から権力を奪った軍事革命評議会（AFRC）のジョニー・ポール・コロマ少佐が国家元首になり、RUFと一時期ではあるが、手を組んだ。この軍事政権はナイジェリアなどを中心とした西アフリカ諸国経済共同体（ECOMOG/ECOWAS）の軍事介入で短命に終わったが、復活したカバー文民政権とRUFの対立はとどまるところを知らなかった。
1997年にはリベリアで武装蜂起していたサンコーの同胞、テーラーがついにリベリアの権力を握った。テーラーは同胞のサンコーを支えるため、武器支援と引き換えにダイヤモンド密輸を行った。
1998年7月には国際連合安全保障理事会決議1181が決議され、国際連合平和維持活動の国際連合シエラレオネ監視団(UNOMSIL)が設立された。UNOMSILはECOMOGともに和平構築にあたることとなった。1998年10月、サンコー議長の死刑判決を受け、これを契機に、RUFが全土で大攻勢を仕掛け、最終的には首都を含む全国土の3分の2以上をその支配下に収めた。その後、1999年7月にはロメ和平合意がなされ、国連監視下での武装解除と引き換えに、RUFの政権参加が認められる事となった。RUFの攻勢時はUNOMSILは撤退していたが、1999年10月22日の国際連合安全保障理事会決議1270により陣容が強化されたPKFである国際連合シエラレオネ派遣団 (United Nations Mission in Sierra Leone,UNAMSIL)が設立・派遣された。UNAMSILはRUFなどの武装・動員解除、再統合(DDR)を行なうことが任務であったが、これと対立し、RUF側は武装解除に応じなかった。
2000年5月1日にRUFがUNAMSILの要員約500名を人質とした事件が発生。5月16日、RUFのサンコーがフリータウンの自宅で市民により拘束されシエラレオネ警察に引き渡され、5月19日にイギリスはフリータウンとは入り江（en）で隔てられたルンギ国際空港へ増援部隊を派遣した（en:British military intervention in the Sierra Leone Civil War, Operation Palliser）。6月、インド軍を中心とする救出作戦(en:Operation Khukri)が実行され、人質は救出された。同時期、脱走兵と少年少女で構成されたウェスト・サイド・ボーイズがパトロール中のイギリス軍兵士を拉致して人質に取るが、イギリス軍による介入によってこちらも救出された(シエラレオネ人質救出作戦)。
政府はRUFと停戦に合意。RUF側は政府側の武装解除の要求に応じ、カバー政権は2002年1月18日に武装解除の終了を宣言。3月1日にはついに内戦終結を宣言した。同年の5月にカバー大統領が再選。10年以上行われた紛争は終止符を打った。

## 影響
拘束されたサンコーは2003年戦争犯罪の罪で裁判に掛ける予定だったが元々衰弱しており、病気のためフリータウンの病院で死亡した。またサンコーの同胞テーラーも同年に圧力によりリベリアの政権を追われ逃亡の末、逮捕され、シエラレオネ内戦に関与したとしてフリータウンの裁判に掛けられ、連行された。
その後、2005年12月にUNAMSIL（最大時は約17000人も参加）は完全に撤退、2007年8月にアーネスト・コロマが大統領に就任した。